# Franc Petek
Franc Petek, slovenski zdravnik, politik, narodni delavec, publicist in založnik, * 3. marec 1885, Stara vas, † 9. avgust 1965, Celovec.
Petek se je rodil slovenski družini v Stari vasi (nemško Altendorf) na Koroškem. Medicino je študiral na Dunaju, kjer je leta 1911 promoviral. Kot zdravnik je delal v bolnišnicah v Celovcu in Velikovcu. Po koncu prve svetovne vojne je postal član Narodnega sveta za Koroško. Po plebiscitu 1920 pa je bil eden najvidnejših slovenskih politikov demokratične in napredne usmeritve na Koroškem. Bil je predstavnik Koroških Slovencev v Kongresu evropskih manjšin (1928-38). Petek je izdajal tednik Koroški Slovenec, ki je izhajal od 1921 do 1941. Leta 1942 se je povezal z OF in maja 1945 postal predsednik pokrajinskega Narodnoosvobodilnega odbora in kmalu nato še OF za Slovensko Koroško. V tej vlogi je junija 1945 britanskim zasedbenim oblastem in koroški deželni vladi izročil spomenico z zahtevami koroških Slovencev. Leta 1955 se bil med soustanovitelji Zveze slovenskih organizacij (ZSO). Bil je izdajatelj, lastnik in založnik Slovenskega vestnika. Objavil je delo Iz mojih spominov (1960, 1979).